# Takebayashi Seiichi
Takebayashi Seiichi est un nom japonais traditionnel ; le nom de famille (ou le nom d'école), Takebayashi, précède donc le prénom (ou le nom d'artiste).
Takebayashi Seiichi (武林盛一, たけばやし せいいち, 1842-1908) est un photographe japonais de renom du début de l'histoire de la photographie au Japon.